# Жовта зірка
Жо́вта зі́рка або Лата (також жо́втий знак або знак ганьби́) — особливий відмітний знак, який за наказом нацистів повинні були носити євреї на підконтрольній владі нацистської Німеччини території в період Голокосту. Лати служили для того, щоб відрізняти євреїв у громадських місцях.

## Знаки для сегрегації євреїв
Відмітні знаки для євреїв існували в Середньовіччі в мусульманських і християнських країнах і були частиною політики антисемітизму за релігійною ознакою. У 1933 році нацисти, прийшовши до влади в Німеччині і окупувавши в ході Другої світової війни низку інших країн і територій, відродили практику сегрегації євреїв, але вже на основі расових критеріїв.

## Вимоги нацистів
Уперше нацисти ввели обов'язкове носіння жовтої зірки в 1939 році для євреїв окупованої Польщі. Влада вказала, що на євреїв, які порушили вимогу носити на одязі спереду і ззаду жовту зірку, чекає суворе покарання. Першим, не чекаючи вказівок вищого керівництва, такий наказ видав 24 жовтня 1939 року комендант міста Влоцлавек оберфюрер Крамер. Цей наказ стосувався всіх євреїв незалежно від віку й статі. Інші німецькі командувачі на окупованих територіях швидко прийняли такий порядок, який отримав офіційне схвалення з урахуванням антисемітських настроїв, що переважали серед місцевого польського населення, яке з ентузіазмом підтримало цю ідею. Від 1 грудня 1939 року носіння жовтої зірки було введене у всьому генерал-губернаторстві.
Найчастіше лата робилася зі шматка тканини жовтого кольору, переважно у вигляді шестикінечної зірки.
Лати треба було носити спереду і ззаду на верхньому одязі для того, щоб відповідно до расової політики нацистів можна було відрізнити єврея від будь-якої людини іншого етнічного походження.
Окрім латів нацисти часто вимагали від євреїв носити білі нарукавні пов'язки з шестикінечною зіркою, іноді також нашивку з номером будинку і квартири.

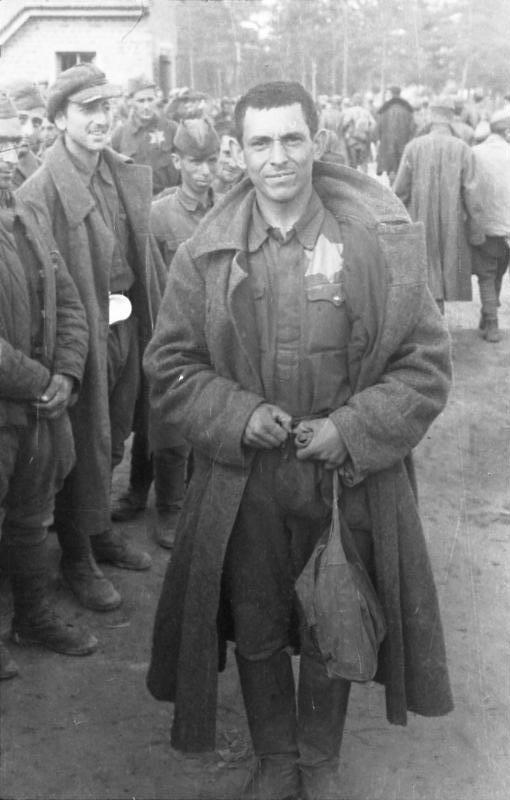
Радянський військовополонений-єврей з жовтою зіркою, 1941

На сході введення носіння жовтої зірки було майже повсюдним і одним з перших обмежень, яким піддавалися євреї. Так, в Білорусі, згідно з наказом № 1 від 7 липня 1941 року командувача тилом групи армій «Центр» генерала Максиміліана фон Шенкендорфа, вводилися обов'язкові для носіння євреями з 10-річного віку нарукавні пов'язки білого кольору з намальованою жовтою зіркою. У Латвії наказ про носіння жовтої зірки був виданий окупаційною владою 13 серпня 1941 року, в Естонії — 11 вересня 1941 року.
Проте в Третьому Рейху і окупованих країнах Західної Європи, на відміну від Східної Європи і СРСР, ця вимога вводилася після цілого ряду інших, м'якіших дискримінаційних заходів. Наприклад, в Голландії нацисти ввели жовту зірку тільки 9 травня 1942 року, в окупованій зоні Франції — 29 травня 1942 року.
У Білорусі нацисти не робили особливого наголосу на форму нашивки, і часто вона була не у вигляді зірки, а у вигляді кружала.
Союзники нацистів також використали жовту зірку як відмітний дискримінаційний знак. Зокрема, 22 травня 1941 року припис носити жовту зірку отримали євреї Хорватії, в липні 1941 року таку вимогу отримали євреї Румунії.
Жовта зірка була також відмітним знаком для військовополонених єврейського походження.
Окрім жовтої зірки часто використовувалися інші додаткові позначення. Наприклад, вводилися спеціальні нарукавні пов'язки із зіркою Давида або нашивки на грудях з номером будинку, де живе цей єврей.

## Міська легенда
Існує міська легенда, згідно якої після окупації Данії нацистами, коли король Данії Кристіан X дізнавшись про наказ щодо обов'язкового носіння данськими євреями жовтої зірки, він нашивав цей знак собі на одяг, сказавши, що усі данці рівні, і після цього наказ був скасований. Легенда з'явилася у зв'язку з висловлюванням короля після відвідування синагоги в 1942 році. Він сказав, що «якщо євреїв Данії змусять носити символ, що відрізняє їх від інших співгромадян, то я і моя сім'я теж носитимемо цей символ».
Легенда стала широко відомою частково завдяки згадці в книзі Леона Юріса «Вихід», написаної в 1958 році. Легенді також присвячений один з епізодів художнього фільму Ельдара Рязанова «Андерсен. Життя без любові». За фантастичного сюжету фільму, Г. Х. Андерсен на якийсь час переноситься в окуповану нацистами Данію і опиняється на місці Кристіана X. Бачачи приниження, яким піддаються євреї, Андерсен, — Крістіан X просить королеву Александріну прикріпити до його одягу жовту зірку Давида на знак солідарності з ними. Із зіркою Давида на грудях він здійснює кінні прогулянки Копенгагеном. Приклад короля наслідують прості данці, прикріплюючи до свого одягу, будівель і машин жовті зірки.
Насправді Данія була єдиною підконтрольною нацистам країною, де носіння жовтої зірки не вводилося.

## Використання ісламістами
В період правління ісламістського режиму талібів в Афганістані у 2001 році уряд зажадав щоб індуїстська меншина в «Ісламському Еміраті Афганістан» носила жовті знаки в громадських місцях. Це було частиною плану талібів по відділенню і ідентифікації представників релігійних меншин від мусульманської общини.
Ці вимоги викликали протест і засудження в Індії і США як грубе порушення свободи віросповідання. Голова Антидифамаційної ліги Аврам Фоксман порівняв указ талібів з практикою нацистської Німеччини відносно євреїв. У США деякі конгресмени і сенатори носили жовті значки в ході дискусії з цієї проблеми як демонстрацію солідарності з індуїстською меншістю в Афганістані.